# Robert Reiter
Robert Reiter (* 1932 in Stupava bei Bratislava (ehem. Preßburg), Tschechoslowakei) ist ein zeitgenössischer Künstler Frankens, der in Druckgraphik (Radierung, Holzschnitt, Linolschnitt, Lithographie), Zeichnung, Acrylmalerei, Gouache, Aquarell, Collage und Assemblage arbeitet. Sein Hauptthema sind Landschaften und Architektur, die er nicht realistisch wiedergibt, sondern in unterschiedlichen Graden der Abstraktion.
Reiter lebt und arbeitet in Untersiemau bei Coburg.

## Leben
Geboren 1932 in Stupava bei Bratislava, floh er als Kind mit seiner Mutter und zwei Schwestern 1944 zunächst nach Prag. 1946 übersiedelte die Familie zu einer Bauernfamilie nach Neustadt an der Aisch (Franken), wo Reiter das Gymnasium besuchte.
1952 begann Reiter ein Studium der Kunsterziehung an der Akademie der Bildenden Künste München, u. a. bei Franz Xaver Fuhr, einem Künstler, der in der NS-Zeit als sogenannter „entarteter Künstler“ mit Berufsverbot belegt worden war. Außerdem studierte Reiter bei Anton Marxmüller, Franz Eska, Adolf Thiermann und Kurt P. Lohwasser und besuchte Vorlesungen von Romano Guardini, Hans Sedlmayr und Alois Dempf. Das Studium an der Akademie in München war geprägt vom Malen nach der Figur (Porträt, Akt, Stillleben), sowie vom handwerklichen Arbeiten in den Werkstätten, insbesondere in denen für Keramik, Radierung und Lithographie.
Früh versuchte Reiter, sich formal und thematisch von den Werken seiner Kommilitonen abzugrenzen, und schöpfte aus der freien Herangehensweise seines Lehrers Marxmüller. Dennoch wechselte Reiter wenig später zu Franz Xaver Fuhr, der die Studenten dazu ermutigte, den Stil des Lehrers zu überwinden, um zu einem eigenen künstlerischen Ausdruck zu gelangen, aber insbesondere aufgrund seiner eigenen Lebenserfahrungen großen Einfluss auf Reiter ausübte.
Während der Aufnahmeprüfung an der Akademie in München hatte Reiter die Bekanntschaft von Helmut Sturm und Heimrad Prem gemacht, die 1957 die Gruppe SPUR zusammen mit Lothar Fischer und HP Zimmer gründeten. Die vier Künstler trugen durch ihre kunstpolitisch provokanten Aktivitäten maßgeblich zur künstlerischen Aufbruchsstimmung im Deutschland der 1960er Jahre bei. Obwohl Reiter kein aktives Mitglied war, pflegte er immer einen guten Kontakt zu den Mitgliedern der Gruppe und verfolgte ihre künstlerischen Entwicklungen von der Provinz aus, in der er inzwischen als Lehrer tätig war. Seinem Kontakt verdankte Reiter viele Denkanstöße über die gesellschaftliche Bedeutung der Kunst und wurde auch dazu angeregt, sich in unterschiedlichen Kunststilen auszuprobieren.
Nach dem Studium absolvierte Reiter das Referendariat und war von 1959 bis zu seiner Pensionierung 1995 an verschiedenen Gymnasien in Coburg tätig.
1960 heiratete Reiter die Musikerin, Geologin, Historikerin und Germanistin Anneliese Rath-Reiter (1930–2022), mit der Reiter vier Kinder hatte.

## Denkmalschutz
Robert Reiter engagierte sich Jahrzehnte lang für den Denkmalschutz. 1970 gründete er das Gerätemuseum des Coburger Landes in Ahorn bei Coburg. Aufgabe des Museums ist die Dokumentation von Handwerkstechniken und historischer Arbeitsgeräte aus der Landwirtschaft sowie die fotografische Dokumentation vergangener Traditionen.
Für sein außergewöhnliches denkmalpflegerisches Engagement wurde Robert Reiter bereits 1982 mit dem Bundesverdienstkreuz ausgezeichnet.

## Künstlerisches Schaffen
Für die Einordnung seines Schaffens sind zwei Faktoren besonders entscheidend: Zum einen seine langwierige und lange Zeit vornehmliche Beschäftigung mit druckgraphischen Medien sowie dem Herleiten seiner künstlerischen Bildsprache aus der expressionistischen Tradition heraus. Wie viele Künstlerer seiner Generation hatte Reiter die Kunst der Klassischen Moderne erst verspätet, nach dem Zweiten Weltkrieg entdecken können. Umso mehr begeisterte er sich an der Vorkriegsavantgarde, der er insbesondere zu Beginn seines künstlerischen Schaffens viele Ideen verdankte. Nach anfänglich spätmodernen Stillleben und Porträts entwickelte Reiter seinen individuellen Stil, der zwischen Figuration und Abstraktion oszilliert.
Ausgangspunkt für Reiters Schaffen sind oftmals die Landschaften seiner fränkischen Heimat oder Länder Südeuropas, die er über viele Jahre immer wieder für längere Arbeitsaufenthalte bereiste. Dabei abstrahiert er das Gesehene derart, dass oftmals reine Farbräume bleiben, die Reiters Nähe zur Farbfeldmalerei verraten. Seine oft herben Pinselhiebe, seine Spontaneität bei der Ausführung sowie die gestische Dynamik lassen den Einfluss der informellen Kunst erkennen.
Im Werk Robert Reiters ist das Material des Sackleines von großer Bedeutung, zu dem er auch biographische Bezüge aufweist, da die Familie während ihrer Flucht die wenigen Habseligkeiten in alten, landwirtschaftlich genutzten Jutesäcken transportierte. Zudem war der Großvater Bauer gewesen und so erinnert sich Reiter daran, wie er ihn als Kind in solche Jutesäcke kleidete, um ihn auf den Feldern vor Wind und Wetter zu schützen. In Reiters künstlerischem Gebrauch des Sackleinens werden solche Bezüge zur jüngeren Geschichte deutlich, klingen sowohl Entbehrung, Gefahren als auch Schutz an. Sein Umgang mit dem groben Material ist vielfältig: Mal lässt er es fast unbehandelt, sodass alte Stempel und Schriftzeichen sichtbar bleiben, dann wieder nutzt Reiter die Fasern und geflickten Grate als gestalthafte Kürzel der sichtbaren Welt, er färbt es flächendeckend, fast monochrom oder arbeitet es zu Collagen und Assemblagen aus.
In den frühen Jahren seines künstlerischen Schaffens widmete sich Reiter vergleichsweise wenig der Malerei, aufgrund des Platz- und Materialmangels zu Studienzeiten in der Nachkriegszeit sowie später aufgrund seiner Lehrtätigkeit. Erst infolge eines Davos-Aufenthaltes 1990 entstanden vermehrt Gemälde; eine Beschäftigung die Reiter seit seiner Pensionierung 1995 verstärkt betreibt. Hinzu kamen weiterhin bedeutende druckgraphische Werkserien, darunter die „Rom-Serie“, die mit über 1000 Blättern ein Hauptwerk seines druckgraphischen Oeuvres darstellt. Oftmals variierte Reiter traditionelle Drucktechniken, um zu einer mehr malerischen Wirkung zu gelangen.

## Ausstellungen (Auswahl)
- 2009: Momente des Südens – Radierungen und Gemälde von Robert Reiter, Egerländer Kunstgalerie[3]
- 2021: Landschaftslust. Vom antiken Rom bis zum jungen Berlin, Kunsthalle Schweinfurt
- 2021: Fernen folgen – Spuren setzen, Kunstverein Coburg[4]

## Veröffentlichungen
- Josef Kern / Joachim Kruse, Robert Reiter. Malerei und Druckgrafik, Katalog zur Ausstellung im Kunstverein Coburg vom 13.9.-12.10.1997, Coburg 1997.
- Joachim Kruse / Robert Reiter, Robert Reiter: Kaltnadelradierungen 1978–1981, Coburg 1981.
- Robert Reiter, Genazzano. Ruinenphantasien nach Bramantes Nymphäum, Katalog zur gleichnamigen Ausstellung in der Residenz Würzburg. Graphische Sammlung des Martin von Wagner Museums 17.6.-16.9.2001, Untersiemau 2001.